# Julius Bauschinger
Julius Bauschinger (Fürth, 28 de janeiro de 1860 – Leipzig, 21 de janeiro de 1934) foi um astrônomo alemão.

## Vida
Bauschinger foi a partir de 1896 diretor do Astronomisches Rechen-Institut em Berlim. De 1909 a 1918 foi diretor do Observatório de Estrasburgo, de 1920 a 1930 diretor do Observatório de Leipzig. Seu pai Johann Bauschinger foi engenheiro.
Foi desde 1920 membro ordinário da Academia de Ciências da Saxônia e desde 1927 membro correspondente da Academia de Ciências da Prússia.
Alfred Wegener foi seu aluno de doutorado.

## Obras

### Obras principais
- Untersuchungen über die Bewegung des Planeten Merkur, Dissertation Universität München 1884.
- Über die Biegung von Meridianfernrohren, 1888 (Inaugural-Dissertation/ Habilitation für Astronomie an der Universität München, Rezension im Bulletin Astronomique, Serie I, Bd. 5, Seiten 298–301).[4]
- zusammen mit H. Seeliger: Erstes Münchener Sternverzeichniss: enthaltend die mittleren Örter von 33082 Sternen, 1890.[5]
- Über die Biegung von Meridianfernrohren, Neue Annalen der Koeniglichen Sternwarte in Bogenhausen bei Muenchen, Band 2, Seiten D1–D18. 2, 1891.[6]
- Zweites Münchener Sternverzeichniss, enthaltend die mittleren Oerter von 13200 Sternen, für das Aequinoctium 1880, Munich, 1891.[7] (Rezension im Bull. Amer. Math. Soc. 2 (1892), Seiten 46–48)[8]
- Ausgleichsrechnung, Enzyklopädie der mathematischen Wissenschaften, Band 1–2, Seiten 768–798, 1900.[9]
- Interpolation, Band 1–2, Seiten 799–820, 1901.[10]
- Tafeln zur theoretischen Astronomie, 1901 (1. Auflage) [11], 1934 (2. Auflage).
- Bahnbestimmung der Himmelskörper, 1906 (1. Auflage) [12], 1928 (2. Auflage).
- zusammen mit Jean Peters: Logarithmisch-trigonometrische Tafeln mit acht Dezimalstellen, 1910, 1911 (2 Bände), 2. Auflage 1936 (mit einer englischen Separateinleitung), 3. Auflage 1958.[13][14]
- Bestimmung und Zusammenhang der Astronomischen Konstanten, Enzyklopädie der mathematischen Wissenschaften, Band 6–2–1, Seiten 844–896, 1919.[15]
- Rotation der Himmelskörper, Enzyklopädie der mathematischen Wissenschaften, Band 6–2–1, Seiten 995–1019, 1923.[16]

### Obras curtas
- Zur Frage über die Bewegung des Mercurperihels, Astronomische Nachrichten, Band 109, Spalten 27–32, 1884.[17]
- Über die Münchener Sterne der Bonner Südlichen Durchmusterung, Astronomische Nachrichten, Band 126, Spalten 319–322, 1891.[18]
- Ephemeride für den periodischen Cometen Brooks (1889 V), Astronomische Nachrichten, Band 141, 1896, Spalten 301–302.[19]
- Ephemeride für den periodischen Cometen Brooks (1889 V) 1896 VI, Astronomische Nachrichten, Band 142, Nr. 18, 1897, Spalten 283–284.[20]
- zusammen mit P. V. Neugebauer: Tabellen zur Geschichte und Statistik der kleinen Planeten, Veröffentlichungen des Königlichen Astronomischen Rechen-Instituts zu Berlin, Nr. 16, 1901, Seiten 1–16.[21]
- Abhandlungen zur Bahnbestimmung der Cometen : (1772) Insigniores orbitae Cometarum proprietates (1761); Observations sur l'Orbite apparante des Comètes (1771) / J. H. Lambert, 1902 (Deutsche Ausgabe).[22]
- Beobachtungen des Cometen 1890...(Borrelly 1898, Dec.12), Astronomische Nachrichten, Band 123, Seite 319, 1890.[23]
- zusammen mit Gottfried Zedler und Edward Schröder: Die älteste Gutenbergtype, Mainz, 1902.[24]
- Numerierung neu entdeckter Planeten, Astronomische Nachrichten, Band 167, Nr. 16, 1905, Spalten 267–268.[25]
- Bahnen neu entdeckter Planeten, Astronomische Nachrichten, Band 167, Nr. 16, 1905, Spalten 267–272.[26]
- Numerierung neuentdeckter kleiner Planeten, Astronomische Nachrichten, Band 169, 1905, Spalten 285–286.[27]
- Vorläufige Elemente neuentdeckter kleiner Planeten, Astronomische Nachrichten, Band 174, 1907, Spalten 53–56.[28]
- viele andere Artikeln hier:[29]